# Andra ivorianska inbördeskriget
Andra ivorianska inbördeskriget var ett inbördeskrig som pågick i Elfenbenskusten mellan mars och april 2011 mellan styrkor trogna den dåvarande presidenten Laurent Gbagbo, och rebeller trogna den internationellt erkända tillträdande presidenten Alassane Ouattara. Efter att Gbagbo tillfångatagits i april 2011 upphörde striderna.